# Pod Ostrohem
Pod Ostrohem je přírodní památka severně od obce Horní Vltavice a jižně od obce Kubova Huť v okrese Prachatice. Chráněné území zaujímá spodní partie k východu až jihovýchodu ukloněného svahu po pravém břehu Kubohuťského potoka; z horní strany je vymezuje silnice I/4, spojující výše uvedené obce. Oblast spravuje Správa NP a CHKO Šumava.
Důvodem ochrany je nejvýše položená lokalita výskytu generativně plodného rákosu obecného (Phragmites australis), chráněných druhů ptáků a všech přirozeně se vyvíjejících společenstev na mokřadech a jimi obklopených sušších stanovištích na zaniklých zemědělských půdách.

## Galerie

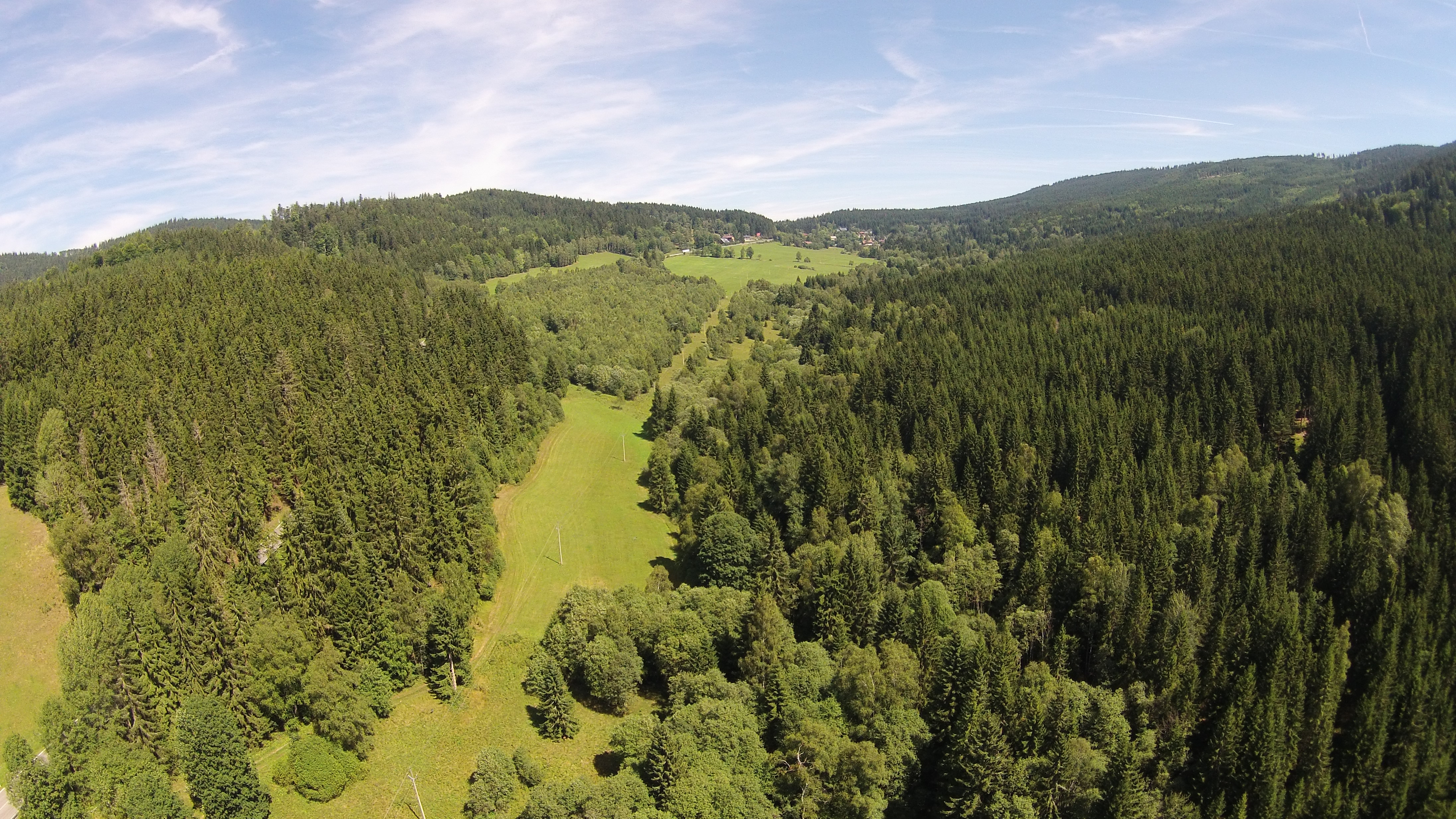
Pohled na sedlo
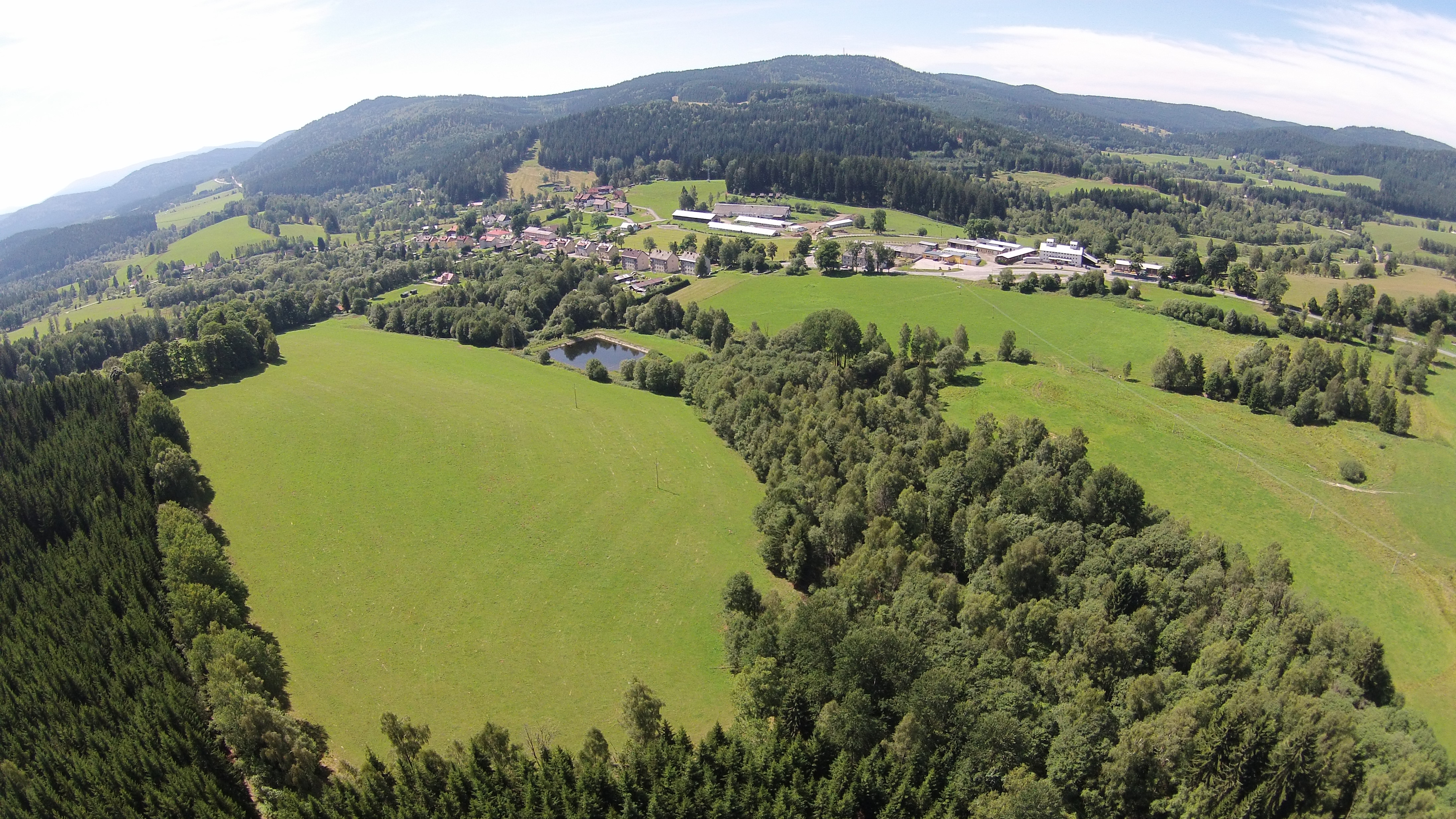
Pás lesa
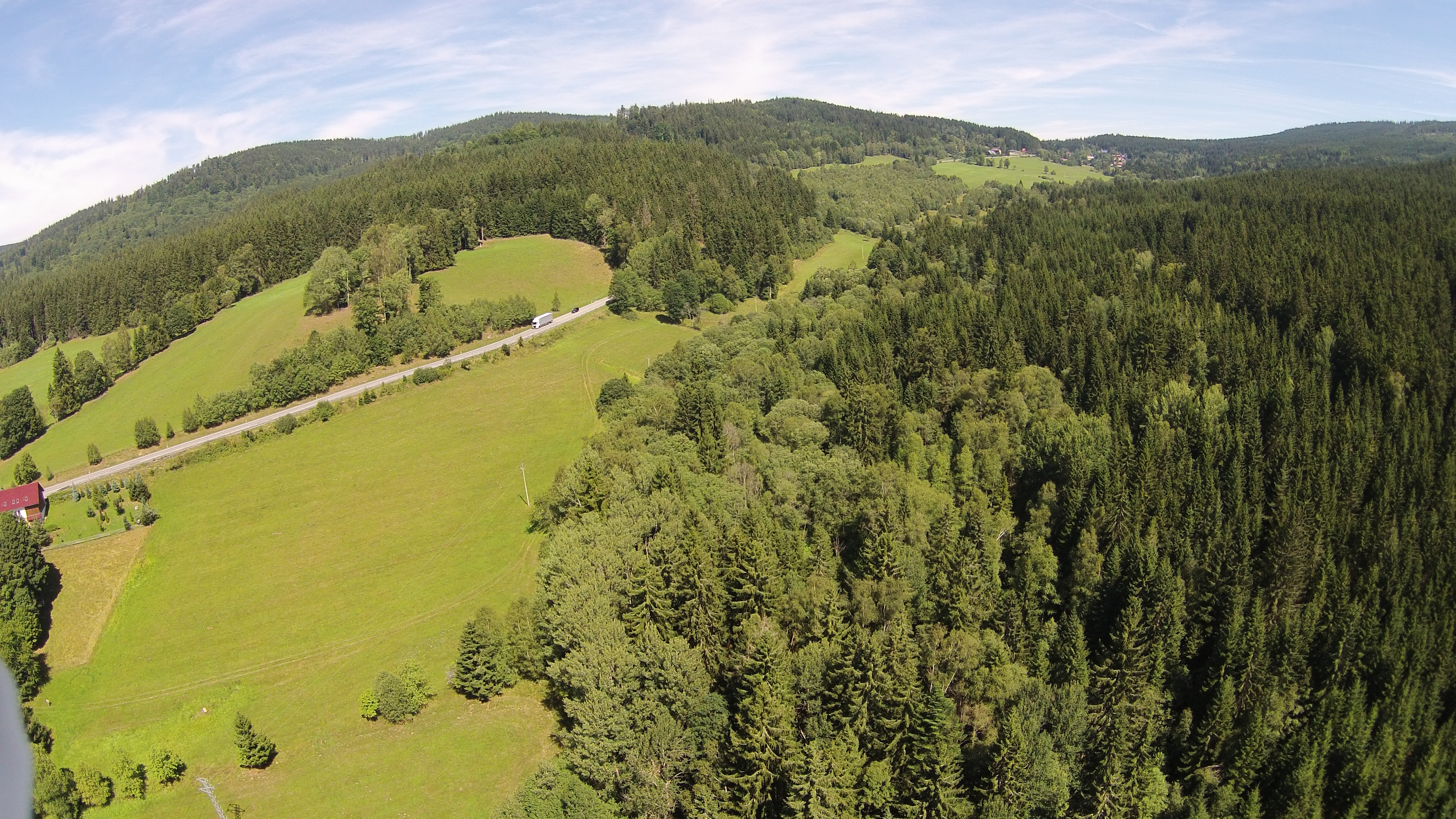
Celkový pohled